# デイヴィッド・カーネギー (第4代ファイフ公爵)
第4代ファイフ公爵デイヴィッド・チャールズ・カーネギー（英語: David Charles Carnegie, 4th Duke of Fife, 1961年3月3日 - ）は、イギリスの貴族。1992年まではマクダフ伯爵を、1992年から公位を継承する2015年まではサウスエスク伯爵を儀礼称号としてそれぞれ用いた。エドワード7世の玄孫にあたるため、イギリス王位継承権を有し、現在の狭義・広義のイギリス王室の成員（ジョージ5世の直系子孫のみで構成される）と認められない人物の中では、イギリス王位継承権保有者の筆頭にある。イギリス王チャールズ3世の三従兄弟、ノルウェー王ハーラル5世の又従兄弟甥にあたる。

## 経歴
第3代ファイフ公爵とキャロライン・デュワー（Caroline Dewar, 第3代フォーテヴィオット男爵の長女）との長男として生まれた。
イートン校に学んだのち、ケンブリッジ大学ペンブルック・カレッジに進学、1982年に学士を修了した。1982年から1985年にかけて株式仲買を行うカゼナブ投資銀行に勤務した。1986年に母校ケンブリッジ大学より文学修士の学位を贈られた。その後、王立農業大学に学んでいる。1988年から1989年にかけてはエディンバラに本拠を置く投資顧問会社ベル・ローリー・カンパニーで働いた。エディンバラ大学に就学して経営学修士の学位を修得、1992年から1996年にかけては投資信託業リーヴス＆ネイランに在籍した。
2015年に父の死去に伴って爵位を継承した。

## 栄典
2015年の父の死去は以下の爵位を保有している。
- 第4代ファイフ公爵(4th Duke of Fife)
(1900年4月24日の勅許状による連合王国貴族爵位)
- 第10代サウスエスク伯爵（英語版）(10th Earl of Southesk)
(1633年6月22日の勅許状によるスコットランド貴族爵位)
- 第4代マクダフ伯爵(4th Earl of Macduff)
(1900年4月24日の勅許状による連合王国貴族爵位)
- 第10代キナードのカーネギー卿(10th Lord Carnegie of Kinnaird)
(1616年4月14日の勅許状によるスコットランド貴族爵位)
- 第10代キナード、ルーチャーズのカーネギー卿(10th Lord Carnegie of Kinnaird and Leuchars)
(1633年6月22日の勅許状によるスコットランド貴族爵位)
- 第5代フォーファー州ファーネルにおけるバリナード男爵(5th Baron Balinhard, of Farnell in the County of Forfar)
(1869年12月7日の勅許状による連合王国貴族爵位)
- 第10代(キンカーディン州ピッカローの)準男爵(10th Baronet, of Pitcarrow, county of Kincardine)
(1663年2月20日の勅許状によるノヴァスコシア準男爵位)

## 家族
1987年にキャロライン・アン・バンティング（Caroline Anne Bunting, 1961年11月13日生、マーティン・バンティングの娘）と結婚して、3人の息子をもうけている。
- 第1子（長男）チャールズ・ダフ・カーネギー（1989年7月1日 - ）- サウスエスク伯爵（儀礼称号）。ファイフ公爵位の法定推定相続人。
- 第2子（次男）ジョージ・ウィリアム・カーネギー（1991年3月23日 - ）
- 第3子（三男）ヒュー・アレグザンダー・カーネギー（1993年6月10日 - ）